# Limite di velocità
Il limite di velocità di una strada è la massima velocità consentita dalla legge ai mezzi di trasporto circolanti su quella strada. I limiti di velocità sono, in genere, decisi dal legislatore di uno stato o di una regione.

Oltre a imporre un limite massimo di velocità, molti legislatori mettono delle limitazioni per i guidatori con scarsa esperienza (in Italia per chi ha conseguito la patente di guida da meno di 3 anni) oppure in caso di avverse condizioni atmosferiche, come, per esempio, pioggia o nebbia. L'articolo 142 del Codice della strada italiano che regola i limiti di velocità sulle strade italiane, infatti recita: 
(Art. 142, comma 2, primo periodo del Codice della strada)

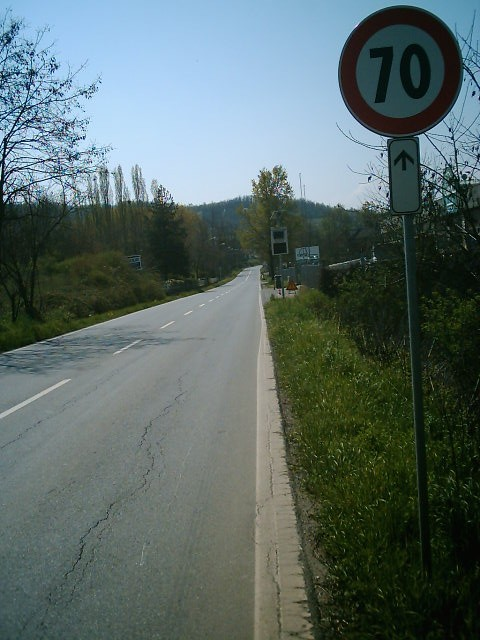
Segnale stradale che indica il divieto di superare i 70 km/h.

## Storia
Il primo limite di velocità fu quello di 10 mph (circa 16 km/h) introdotto dal Locomotive Act del 1861 nel Regno Unito (le automobili erano, in quei tempi, definite “light locomotives”). Nel 1865, una modifica al "Locomotive Act" ridusse il limite a 4 mph (circa 6 km/h) in campagna e a 2 mph (circa 3 km/h) nelle città. La versione del 1865 del "Locomotive Act" richiedeva che una persona con una bandiera rossa (da cui l'altro nome con cui è famoso questo provvedimento, "Red Flag Act") o una lanterna camminasse per 60 iarde (poco meno di 55 metri) davanti a ogni veicolo in modo da imporgli di procedere a passo d'uomo (che è appunto uguale a circa 6 km/h) e avvisare chi circolava a cavallo del passaggio di autoveicoli. La sostituzione del "Red Flag Act" col nuovo "Locomotive Act" del 1896, e l'aumento del limite di velocità fino a 14 mph (circa 23 km/h) venne celebrato con una corsa, la London to Brighton Veteran Car Run, ripetuta poi ogni anno, a partire dal 1927, con l'eccezione dei periodi di guerra.
Il Nepal, l'Isola di Man e lo stato indiano di Uttar Pradesh sono gli unici luoghi nel mondo che non possiedono un limite di velocità generale. In Germania, alcuni (ma non tutti) tratti dell'Autobahn rimangono ancora oggi senza limiti di velocità, anche se vi è una "velocità consigliata" di 130 km/h. Escludendo le strade pubbliche che non hanno un limite di velocità imposto per legge, il più alto limite di velocità nel mondo è di 160 km/h, che viene applicato in via di sperimentazione solo su alcuni determinati rettilinei in Austria e negli Emirati Arabi Uniti.

## Fattori determinanti
Gli ingegneri del traffico osservano che la maggior parte degli autisti guida in modo sicuro e responsabile, come dimostrato dai consistenti dati positivi a questo riguardo. Un rapporto del British Columbia Ministry of Transportation riporta la scoperta che la gravità degli incidenti automobilistici dipenda più dalla differenza di velocità fra due veicoli che dalla loro velocità assoluta e che la probabilità che un incidente avvenga è sensibilmente maggiore se i veicoli stanno viaggiando a velocità molto maggiori o minori rispetto alla velocità principale del traffico.
I limiti di velocità sono basati su diversi fattori, come le caratteristiche della strada, il numero di incidenti occorsi, leggi in vigore, giudizio amministrativo, giudizio ingegneristico e i dettami politici. Due diffuse misure per stabilire il limite di velocità sono il design speed della strada e l'85º percentile della velocità di crociera (vedi (EN) Design Speed, Operating Speed, and Posted Speed Practices).

## Velocità in città
In ambito urbano (in particolar modo le metropoli) la velocità è stata correlata a vari fattori, in particolar modo si è notato come in 40 diverse città in tutta Europa, che hanno ridotto la velocità di percorrenza si è ridotto il numero e gravità degli incidenti con i pedoni e ciclisti, incentivando anche le percorrenze a piedi, andare in bicicletta e utilizzare i servizi di trasporto pubblico, più contrastanti i risultati sui benefici ambientali, alcuni indicano un beneficio, altri un peggioramento oltre che ad un allungamento dei tempi di circolazione, giustificato dalla minore efficienza dei mezzi con motore a combustione con percorrenze ad andatura ridotta e basso carico, risultato dovuto al parco circolante attuale di inizio terzo millennio e che il miglioramento in ambito ambientale si avrà quando saranno adottati in modo più massiccio i mezzi a emissioni zero

## Nel mondo
La tabella seguente indica i limiti di velocità generali in vigore nei rispettivi paesi; si tenga presente che alcuni tratti di strada possono avere dei limiti inferiori o superiori rispetto ai limiti generali.
Tutti i limiti della tabella sono espressi in chilometri orari (km/h); fanno eccezione i limiti per la Gran Bretagna e gli Stati Uniti d'America, che sono espressi in miglia orarie (mph) dato che in quegli stati viene utilizzata tale unità di misura nella segnaletica. In questi due casi viene indicata tra parentesi anche la conversione arrotondata del limite di velocità in chilometri orari.

I limiti di velocità più alti imposti per paese. Nella legenda i segnali secondo la Convenzione di Vienna indicano i limiti in km/h, e i segnali secondo lo standard statunitense (MUTCD) indicano il corrispondente valore in mph.

Unità di misura dei limiti di velocità sui segnali stradali in tutto il mondo:
Chilometro orario (km/h)
Miglio orario (mph)
Entrambi
Nessuno

     Chilometro orario (km/h)
     Miglio orario (mph)
     Entrambi
     Nessuno
| Nazione                                                                                              | Centri abitati         | Automobili e motocicli                            | Automobili e motocicli                   | Autocarri o automobili con rimorchio          | Autocarri o automobili con rimorchio          |
| Nazione                                                                                              | Centri abitati         | Fuori centro abitato Strade extraurbane           | Autostrade                               | Fuori centro abitato Strade extraurbane       | Autostrade                                    |
| --- | ---------------------- | ------------------------------------------------- | ---------------------------------------- | --------------------------------------------- | --------------------------------------------- |
| Albania                                                                                              | 30-40                  | 80-90                                             | 110                                      | 50-70                                         | 80                                            |
| Argentina                                                                                            | 40-60                  | 80-110                                            | 100-130                                  | 80                                            | 80                                            |
| Australia                                                                                            | 50-60                  | 100-110                                           | 100-130                                  | 100                                           | 100                                           |
| Austria                                                                                              | 50                     | 100                                               | 130                                      | 100                                           | 100                                           |
| Belgio                                                                                               | 50                     | 90                                                | 120                                      | 60-90                                         | 90                                            |
| Brasile                                                                                              | 40-60                  | 70-90                                             | 100-120                                  | 80 (90 per i bus)                             |                                               |
| Bulgaria                                                                                             | 50                     | 90 ( 80)                                          | 140 ( 100)                               | 90                                            | 130                                           |
| Canada                                                                                               | 50                     | 80-110                                            | 100-110                                  | 80-100                                        | 100-110                                       |
| Cipro                                                                                                | 50                     | 80                                                | 100                                      | 80                                            | 100                                           |
| Croazia                                                                                              | 50                     | 90-110                                            | 130                                      | 80                                            | 80                                            |
| Rep. Ceca                                                                                            | 50                     | 90-130                                            | 130                                      | 80                                            | 80                                            |
| Danimarca                                                                                            | 50                     | 80                                                | 130                                      | 80                                            | 80                                            |
| Estonia                                                                                              | 50                     | 90-120                                            |                                          | 90                                            | 90                                            |
| Filippine                                                                                            | 80                     | 80-120                                            |                                          | 80-120                                        |                                               |
| Finlandia                                                                                            | 40-50                  | 80-100                                            | 120                                      | 80                                            | 80                                            |
| Francia                                                                                              | 50                     | 80-110                                            | 110-130                                  | 90-110                                        | 110-130                                       |
| Germania                                                                                             | 50                     | 100-∞                                             | ∞                                        | 80                                            | 80-100                                        |
| Giappone                                                                                             | 40-60                  | 50-60                                             | 70-120                                   | 50-60                                         | 80                                            |
| Grecia                                                                                               | 50                     | 90-110 ( fino a 125 cm³ 70-80, con sidecar 60-70) | 130 ( fino a 125 cm³ 80, con sidecar 70) | 80                                            | 80                                            |
| Hong Kong                                                                                            | 50                     | 50-70                                             | 70-110                                   | 50                                            | 70                                            |
| India                                                                                                | 50-60                  | 90-100                                            | 100-120                                  | 40-50                                         | 50-65                                         |
| Irlanda                                                                                              | 50                     | 80-100                                            | 120                                      | 80-100                                        | 80                                            |
| Islanda                                                                                              | 50                     | 90                                                | 90                                       | 80                                            | 80                                            |
| Isola di Man                                                                                         | 30 mph (50 km/h)       | ∞                                                 |                                          | ∞                                             | ∞                                             |
| Israele                                                                                              | 50                     | 100                                               | 110-120                                  | 80                                            | 90                                            |
| Italia                                                                                               | 50                     | 90-110                                            | 130                                      | 70-80                                         | 80-100                                        |
| Liechtenstein                                                                                        | 50                     | 80                                                |                                          | 80                                            |                                               |
| Lituania                                                                                             | 50                     | 70-90                                             | 110-130                                  | 70-80-90                                      | 90                                            |
| Lussemburgo                                                                                          | 50                     | 90                                                | 130                                      | 90                                            | 90                                            |
| Malaysia                                                                                             | 40-60                  | 70-90                                             | 110                                      | 70-80                                         | 80-90                                         |
| Malta                                                                                                | 50                     | 80                                                |                                          | 60                                            |                                               |
| Messico                                                                                              | 30-70                  | 80-110                                            | 100-110                                  | 95                                            |                                               |
| Norvegia                                                                                             | 50                     | 80                                                | 90-110                                   | 80                                            | 80                                            |
| Nuova Zelanda                                                                                        | 50                     | 100                                               | 100-110                                  | 90                                            | 90                                            |
| Paesi Bassi                                                                                          | 50                     | 80-100                                            | 130                                      | 80-90                                         | 80                                            |
| Polonia                                                                                              | 50/60                  | 90-100-120                                        | 140                                      | 70                                            | 80                                            |
| Portogallo                                                                                           | 50                     | 90-100                                            | 120                                      | 70-80                                         | 100                                           |
| Regno Unito                                                                                          | 30 mph (50 km/h)       | 60-70 mph (95–110 km/h)                           | 70 mph (110 km/h)                        | 50-60 mph (80–95 km/h)                        | 60 mph (95 km/h)                              |
| Romania                                                                                              | 50                     | 90-100                                            | 130                                      | 80                                            | 100                                           |
| Russia                                                                                               | 60                     | 90-110                                            | 110-130                                  | 70-90                                         | 90                                            |
| Serbia                                                                                               | 50                     | 80-100                                            | 130                                      | 90                                            |                                               |
| Singapore                                                                                            | 50                     | 80-90                                             | 90                                       | 60                                            | 60                                            |
| Slovacchia                                                                                           | 60                     | 90-130                                            | 130                                      | 80                                            | 80                                            |
| Slovenia                                                                                             | 50                     | 90-100                                            | 130                                      | 80                                            | 80                                            |
| Spagna                                                                                               | 50                     | 90                                                | 120                                      | 80                                            | 90                                            |
| Stati Uniti d'America                                                                                | 25-45 mph (40–70 km/h) | 55-75 mph (90–120 km/h)                           | 55-85 mph (90–140 km/h)                  | Restrizioni solo in alcuni Stati di 5-15 mph. | Restrizioni solo in alcuni Stati di 5-15 mph. |
| Sudafrica                                                                                            | 60                     | 80-100                                            | 120                                      | 100                                           | 100                                           |
| Svezia                                                                                               | 30-60                  | 60-110                                            | 110-120                                  | 80                                            | 80                                            |
| Svizzera                                                                                             | 50                     | 80-100                                            | 80-120                                   | 80                                            | 80                                            |
| Taiwan                                                                                               | 40-60                  | 50-80                                             | 100-110                                  | 60-80                                         | 80-90                                         |
| Turchia                                                                                              | 50                     | 90                                                | 120-140                                  | 80                                            | 90                                            |
| Ungheria                                                                                             | 50                     | 90-110                                            | 130                                      | 70                                            | 80                                            |
| Note: 1. 2. 3. 4. 5. 6. 7. 8. 9. 10. 11. 12. 13. 14. 15. 16. 17. 18. 19. 20. 21. 22. 23. 24. 25. 26. |                        |                                                   |                                          |                                               |                                               |

### Italia
I limiti massimi di velocità in Italia cambiano a seconda:
- della classificazione tecnica della strada in cui il veicolo sta circolando;
- della categoria del veicolo;
- del guidatore (neopatentati);
- e dei limiti posti dal proprietario o dall'ente gestore della strada.

I punti di cui sopra riguardano i limiti massimi di velocità e sono disciplinati dall'art. 142 del codice della strada italiano [CdS]. Ma il CdS disciplina anche la cosiddetta velocità non regolata di cui all'art. 141 e la velocità con limiti variabili che intervengono anche in assenza di segnaletica specifica p.e. nel caso di precipitazioni atmosferiche o nebbia.

### Francia
Nelle autostrade francesi esiste un limite di velocità variabile: in condizioni normali, 130 km/h; quando piove, 110 km/h. Nel 2005, il governo propose di abbassare il limite di velocità a 115 km/h per indurre un risparmio di benzina e ridurre il numero di incidenti, ma la proposta è stata respinta. A partire dal 2002, il governo francese ha disposto l'installazione di autovelox fissi nelle autostrade, strade statali e nelle altre vie più trafficate, in aggiunta alle postazioni mobili delle forze di polizia francesi. Le autorità francesi hanno attribuito a questo maggiore controllo del traffico un abbattimento del 20% degli incidenti nel periodo 2002-2003. Nel 2012 invece è stato adottato, come in Italia, il Tutor.